# Aidomyia nitens
Aidomyia nitens är en tvåvingeart som beskrevs av James 1977. Aidomyia nitens ingår i släktet Aidomyia och familjen vapenflugor. Inga underarter finns listade i Catalogue of Life.